# الأزمة الدستورية الباكستانية 2022
ظهرت أزمة سياسية ودستورية في باكستان عندما رفض نائب رئيس المجلس الوطني قاسم خان سوري ‏، في 3 أبريل 2022، اقتراحًا بسحب الثقة من رئيس الوزراء عمران خان خلال جلسة كان من المتوقع أن يتم التصويت فيها، زاعمًا أن تدخل دولة أجنبية في تغيير النظام يتعارض مع المادة 5 من دستور باكستان. بعد لحظات، صرّح خان في خطاب متلفز أنه نصح الرئيس عارف علوي بحل المجلس الوطني. امتثل علوي لنصيحة خان بموجب المادة 58 من الدستور. أدى ذلك إلى أن تأخذ المحكمة العليا الباكستانية إشعارًا من تلقاء نفسها بالوضع الحالي، مما أدى إلى حدوث أزمة دستورية، وقاد عمران خان انقلابًا دستوريًا. بعد أربعة أيام، قرّر حزب المؤتمر الاشتراكي أن رفض اقتراح سحب الثقة، وإرجاء المجلس الوطني، والنصيحة من عمران خان للرئيس عارف علوي بحل المجلس الوطني، كانت غير دستورية، ونقضت هذه الإجراءات في تصويت 5-0. وقضت المحكمة العليا كذلك بأن المجلس الوطني لم تكن تشريعية ويجب على رئيس المجلس الوطني أن يعقدها على الفور وفي موعد أقصاه 10:30 صباحًا في 9 أبريل 2022.
في 9 أبريل، انعقد المجلس الوطني مرة أخرى، ولكن لم يتم طرح الاقتراح للتصويت على الفور. في وقت لاحق، استقال كل من رئيس مجلس النواب ونائبه قبل منتصف الليل بقليل.
بعد منتصف ليل 10 أبريل بفترة وجيزة، صوّتت أغلبية من 174 عضوًا في المجلس الوطني وأقرت اقتراح سحب الثقة، مما أدى إلى إزاحة عمران خان من منصبه، وجعله أول رئيس وزراء في باكستان يتم عزله من منصبه من خلال اقتراح سحب الثقة.

## خلفية
في 3 أبريل 2022، مع بدء جلسة المجلس الوطني، أخذ وزير القانون فؤاد شودري الكلمة وقال إن الولاء للدولة هو الواجب الأساسي لكل مواطن بموجب المادة 5 (1). وكرر مزاعم خان في وقت سابق بأن مؤامرة أجنبية تم التخطيط لها للإطاحة بالحكومة.[بحاجة لمصدر] ثم دعا تشودري نائب رئيس البرلمان لاتخاذ قرار بشأن دستورية خطوة سحب الثقة. لذلك، وصف سوري أن الاقتراح ينتهك المادة 5 من دستور باكستان بسبب مشاركة القوى الأجنبية في دعم الاقتراح. بعد ذلك بوقت قصير، أعلن خان، في خطاب وجهه إلى الأمة، أنه نصح الرئيس عارف علوي بحل المجالس بعد رفض اقتراح سحب الثقة ضده. ومن ثم، في اليوم نفسه، حل الرئيس المجلس الوطني بناءً على مشورة رئيس الوزراء بموجب المادة 58 من الدستور.
كانت الخطوة لحل المجلس مثيرة للجدل بسبب التصريح الصريح للمادة 58 بأن رئيس الوزراء «الذي صدر ضده إشعار بالتصويت بحجب الثقة في المجلس الوطني ولكن لم يتم التصويت عليه» ليس لديه السلطة المذكورة سابقًا لتقديم المشورة للرئيس لإقالة المجلس. في وقت لاحق من اليوم نفسه، لاحظ رئيس القضاة في باكستان عمر آتا بانديال من تلقاء نفسه الوضع الحالي في البلاد. واستمعت هيئة المحكمة العليا المكونة من ثلاثة أعضاء، حزب (CJP Bandial) والقاضي إجاز الأحسن والقاضي محمد علي مظهر، إلى القضية وقالت إن المحكمة ستراجع تصرفات نائب رئيس المحكمة. وفي اليوم نفسه، عقدت المعارضة المشتركة جلسة موازية في مجلس الأمة بعد أن تم تأجيل مجلس النواب واجتياز التصويت بحجب الثقة عن خان، معلنة نجاحها بـ 197 صوتًا.
في 4 أبريل، أصدرت الأمانة العامة لمجلس الوزراء إخطارًا يفيد بأن خان «توقف عن شغل منصب رئيس وزراء باكستان بأثر فوري». ومع ذلك، ورد في إخطار متعارض صادر عن مكتب الرئيس في اليوم نفسه أن خان سيستمر في التصرف بواجباته كرئيس للوزراء حتى تعيين رئيس وزراء بالوكالة.

### التدخل الأجنبي المزعوم
زعم خان في مناسبات عديدة أن مؤامرة أجنبية كانت تحاول الإطاحة بحكومته. في خطاب للأمة، اتهم الولايات المتحدة بالتآمر ضد حكومته دون تقديم أي دليل. في 30 مارس 2022، قضت المحكمة العليا في إسلام أباد بأن نشر محتويات ما وصفه خان برسالة تهديد أرسلتها الولايات المتحدة من شأنه أن ينتهك يمين المنصب وقانون الأسرار الرسمية لعام 1923.

## الجدول الزمني للمحكمة العليا
في 3 أبريل 2022، أخذت المحكمة العليا الباكستانية علمًا من تلقاء نفسها بإجراءات المجلس الوطني. وصدرت إخطارات إلى المدعي العام ومجلس المحامين الباكستانيين ونقابة المحامين بالمحكمة العليا من قبل هيئة من ثلاثة أعضاء في المحكمة. تم تشكيل هيئة أكبر من خمسة قضاة في المحكمة في 4 أبريل 2022 للاستماع إلى القضية جنبًا إلى جنب مع الالتماسات المقدمة من حزب الشعب الباكستاني، ونقابة المحامين في المحكمة العليا، والرابطة الإسلامية الباكستانية (ن)، ونقابة محامي محكمة السند العليا، ومجلس نقابة المحامين في السند. تم الاستماع إلى القضايا يوميا من 3 أبريل إلى 7 أبريل.
في 5 أبريل، أجلت المحكمة القضية.
في 6 أبريل، أجلت المحكمة العليا القضية مرة أخرى أثناء طلب محضر اجتماع مجلس الأمن القومي حيث تمت مناقشة «المؤامرة الأجنبية للإطاحة بحكومة خان».
في 7 أبريل، قضت هيئة محكمة عليا مكونة من خمسة أعضاء، برئاسة القاضي بنديال وتضم القاضي منيب أختار، والقاضي إجاز الأحسان، والقاضي مظهر علم، والقاضي جمال خان مندخيل، بأن محاولة حل المجلس الوطني كان غير دستوري في تصويت 5-0. كما سمح الحكم بإجراء تصويت مستقبلي على سحب الثقة في 9 أبريل.
في 9 أبريل، على الرغم من الحكم الصادر عن أعلى محكمة، لم يتم طرح اقتراح سحب الثقة في المجلس الوطني حتى وقت متأخر من الليل بعد استقالة رئيس مجلس النواب ونائبه. تم التصويت على الاقتراح وأجازه المجلس الوطني بعد منتصف ليل 10 أبريل 2022 بقليل.

## ما بعد الأحداث
في 9 أبريل، انعقد المجلس الوطني مرة أخرى، ولكن لم يتم طرح الاقتراح على الفور للتصويت وسط المماطلة من قبل أعضاء من مقاعد الخزانة وتم تأجيل الجلسة ثلاث مرات. وفي اليوم نفسه، استقال النائب العام خالد جواد خان. كما استقال رئيس ونائب رئيس مجلس الأمة قبل منتصف الليل بفترة وجيزة مما أدى إلى تولي الرئيس السابق للمجلس الوطني أياز صادق منصب الرئيس.
بعد وقت قصير من منتصف ليل 10 أبريل، أقرّ المجلس الوطني بنجاح اقتراح سحب الثقة، مما أدى إلى توقف خان عن شغل منصب رئيس وزراء باكستان وجعله أول رئيس وزراء في باكستان يتم عزله من منصبه بتصويت بحجب الثقة.
في 11 أبريل، انتخب المجلس الوطني زعيم المعارضة شهباز شريف، خلفا لخان في منصب رئيس الوزراء الجديد، بأغلبية 174 صوتا لصالحه. قاطعت حركة الإنصاف الباكستانية التصويت.

## ردود الفعل

### باكستان
- في 4 أبريل، مع بداية الأسبوع، تراجعت البورصة الباكستانية بأكثر من 1200 نقطة، وأنهى المؤشر القياسي KSE 100 الأسبوع بخسارة 708 نقاط أو 1.56٪ ليغلق عند مستوى 44,445.[31]
- نفى قائد الجيش الباكستاني قمر جاويد باجوا بشكل غير مباشر مزاعم عمران خان عن مؤامرة الولايات المتحدة.[32][33]
- في خطاب إلى الأمة ليلة 8 أبريل، قال خان إنه قبِل قرار المحكمة حتى عندما انتقدها لعدم التحقيق في مزاعم التدخل الأجنبي. ومع ذلك، تعهد «بمواصلة النضال حتى آخر رمق»، ودعا للاحتجاجات في 10 أبريل 2022.[34]

### دوليا
- : قال المتحدث باسم وزارة الشؤون الخارجية الهندية إن هذا شأن داخلي يخص باكستان، لكن الهند تواصل مراقبة التطورات هناك.[35][36]
- : انتقدت روسيا الولايات المتحدة بسبب تدخلها المزعوم في شؤون باكستان «لأغراضها الأنانية».[37]
- : نفت الولايات المتحدة سعيها لأي تغيير للنظام في باكستان. وقالت إنها تدعم العملية الدستورية في باكستان وتتابع عن كثب التطورات في باكستان.[38][39]